# Союз Т-10-1
Это статья о неудачном космическом полёте. О следующем удачном запуске, известном под тем же номером, см. Союз Т-10

Схема баллистического спуска «Союза Т-10-1»

«Союз Т-10-1» (также упоминающийся как «Союз Т-10А») — советский пилотируемый космический корабль серии «Союз». Целью полёта была стыковка с орбитальной станцией «Салют-7». Из-за пожара носителя на старте 26 сентября 1983 полёт не состоялся. Номер 10 перешёл к следующей миссии.

## Экипаж
Экипаж старта
- (СКП) Владимир Титов — командир корабля;
- (СКП) Геннадий Стрекалов — бортинженер;

Экипаж посадки
- Владимир Титов
- Геннадий Стрекалов

Дублирующий экипаж
- Леонид Кизим
- Владимир Соловьёв

## Основные сведения
«Союз Т-10-1» должен был доставить третью основную экспедицию к орбитальной станции «Салют-7», но за 48 секунд до старта произошло возгорание топлива ракеты-носителя, после чего по команде от наземного ЦУПа активировалась система аварийного спасения, отстрелившая спускаемый аппарат с экипажем, который через 5 минут 13 секунд полёта по баллистической траектории и спуска на парашюте приземлился примерно в 4 километрах от стартового комплекса. В истории космонавтики это был единственный случай, когда отстрел спускаемого аппарата с космонавтами произошёл на стартовом столе (известно также ложное срабатывание САС при испытаниях корабля «Союз» в беспилотном варианте).

### Подробности
До происшествия с «Союзом Т-10-1» Владимир Титов и Александр Серебров (в составе экипажа «Союза Т-8») уже пытались произвести стыковку с «Салютом-7», но из-за повреждения антенны сближения им это не удалось. 
Неудача с запуском корабля «Союз Т-10-1» также была обусловлена технической неисправностью — во время выполнения предстартовых процедур за 90 секунд до запланированного старта вышел из строя клапан «ВП-5», отвечавший за смазку в системе подачи топлива в газогенераторы турбонасосных агрегатов блока «В» первой ступени ракеты-носителя. Это привело к перегреву, а затем и к возгоранию насоса, что вызвало взрыв топлива. Дозаправочные мачты ещё не отошли, а весь стартовый стол уже был охвачен огнём. 
Взрыв уничтожил часть кабелей, передающих данные о функционировании ракеты, поэтому лишь спустя 20 секунд после возникновения нештатной ситуации технический персонал заметил возгорание, и за 10 секунд до предполагаемого старта была задействована система аварийного спасения. Команду на активацию САС выдали с командного пункта начальник 1 управления космодрома Алексей Шумилин и главный инженер куйбышевского ЦСКБ Александр Солдатенков.
Произошёл отстрел спускаемого аппарата с космонавтами от ракеты, которая через две секунды после отстрела разрушилась, рухнув вниз, в приямок стартового стола. В течение четырёх секунд работы твердотопливных двигателей системы аварийного спасения космонавты испытали перегрузки от 14 до 18 g, спускаемый аппарат поднялся на высоту 650 метров и затем по инерции ещё до 950 метров, где произошло раскрытие парашюта. Через 5 минут спускаемый аппарат с космонавтами приземлился в четырёх километрах от места аварии. Ещё через 15 минут на место приземления прилетел вертолёт с врачами и спасателями.
В это время огонь на стартовом комплексе перекинулся на кабели, ведущие к бункеру управления, и угрожал добраться до ёмкостей с топливом. Аварийно-спасательная группа, использовав всю имеющуюся на космодроме технику, локализовала пожар. Полностью его ликвидировать удалось только через 20 часов.

### Последствия
Жертв во время аварии не было. Космонавты без последствий для здоровья испытали сильные перегрузки. Была серьёзно повреждена стартовая площадка, с которой происходили исторически значимые запуски первого искусственного спутника Земли и корабля с первым космонавтом планеты. Разрушена ракета-носитель. Сгорело 180 тонн горючего. Была сорвана программа запусков к станции «Салют-7». Экипажу «Союза Т-9» пришлось задержаться на орбите дольше, чем было запланировано. На командира 32-й отдельной инженерно-испытательной части Юрия Лукьянова, отвечавшего за подготовку стартового комплекса, завели уголовное дело, которое в апреле 1984 года закрыли. Официальное сообщение ТАСС об инциденте, вышедшее 28 сентября 1983 года, не содержало подробностей происшедшего, которые были раскрыты лишь в эпоху гласности.
Спускаемый аппарат корабля, в котором космонавты успешно приземлились после срабатывания САС, не выработал свой ресурс и был повторно использован в космическом корабле «Союз Т-15», совершившем пилотируемый полёт в 1986 году.